# المدة النيابية الثالثة لمجلس النواب التونسي
المدة النيابية الثالثة لمجلس النواب في تونس هي المدة النيابية التي دامت ولايتها 5 سنوات وذلك بين 1969 و1974.

انتخب المجلس إثر انتخابات 2 نوفمبر 1969.

## مكونات مجلس النواب
يتكون مجلس النواب من 101 مقعدا.

### الكتل
| الحزب | الحزب                    | المقاعد |
| ----- | ------------------------ | ------- |
|       | الحزب الاشتراكي الدستوري | 101     |

## الحكومات
- حكومة الحبيب بورقيبة الثانية.
- حكومة الباهي الأدغم.
- حكومة الهادي نويرة.